# Sár-hegy
A Sár-hegy a Mátraalja keleti és nyugati részét választja el önálló tömbként Gyöngyös, Mátrafüred és Abasár települések között. 500 méteres, magas szőlőkkel beültetett lejtői Gyöngyös északkeleti határában, a 3-as főúthoz közel helyezkednek el; legkönnyebben az onnan (Abasár, Verpelét és Eger irányába) leágazó 2416-os útról érhető el. Az erősen lepusztult kiemelkedés a Központi-Mátra vulkanikus tömbjének dél felé félszigetszerűen messze előreugró hegye. Sajátos és fajokban gazdag élővilága miatt területének nagy részét (186 hektárt) 1975-ben védetté nyilvánították. A hegy Gyöngyös felőli oldalán több üdülőövezeti telek és hétvégi ház is található.

## Földrajza

### A hegy mai felszíne
Délről megközelítve igen impozáns megjelenésű, jellegzetes félkúp alakja miatt magasabbnak tűnik, mint amekkora valójában. Körös-körül meredek lejtőkkel szakad le az alacsonyabb térszintekre. Északra a domború lejtőket kőgörgetegek, kisebb kőfolyások fedik. A hegy fő tömegét andezit, kisebb részét riolittufa és andezittufa alkotja, déli lejtőit vastag negyedkori löszréteg borítja. Ezen az alapkőzeten változatos talajtakaró (csernozjom barna erdőtalaj, erubáz talaj, agyagbemosódásos barna erdőtalaj és ranker) alakult ki.

### Vízrajza
Teteje lapos, fennsíkszerű, egy északi lejtősüllyedékben alakult ki a mintegy 50–55 m átmérőjű, ún. Szent Anna-tó. Csapadékszegény években nyílt vízfelülete teljesen eltűnik, így is több ritka növény és lepkefaj élőhelye. A Külső-Mérges-patak a Sár-hegy északkeleti lábánál ered.

### Éghajlata
Éghajlata a hegyvidékinél szárazabb, különösen a déli oldalon erősen érvényesül az Alföld hatása. Ennek köszönhető, hogy flórája és rovarvilága melegkedvelő, szubmediterrán fajokban gazdag.

## Növény és állatvilága
Évszázadokkal ezelőtt a hegy nagy részét összefüggő erdőség borította. Tatár juharos tölgyesek, cseres-tölgyesek, mész- és melegkedvelő erdők fajgazdag állományai adtak fát és vadat a környék lakóinak.
A Sár-hegy növényzete és állatvilága napjainkban is rendkívül változatos. Bemutatására 12 állomással jelzett 7 km hosszú természetismereti tanösvényt alakítottak ki. A délies kitettségű egykori tatár juharos tölgyesre ma már csak a törpe mandulás cserjések és néhány más társulásra jellemző faj emlékeztet. Utóbbiak többsége a szőlőtáblákat övező molyhos tölgy cserjésekben talált menedéket, mint pl. a fényes levelű csepleszmeggy (Cerasus fruticosa), a koloncos gyökerű gumós macskahere, a buglyos kocsord és sziki kocsord és a pusztai meténg. Az erősen köves sziklabúvásos és kőtörmelékes déli-délnyugati lejtőkön andezit sziklagyepek alakultak ki. Legelterjedtebb a pannóniai-sziklagyep. További jellegzetes növénytársulásai a sztyepprétek és pusztafüves lejtők. Bennük is számos védett faj fordul elő. Az országosan is ritka sztyepprét uralkodó növénye a hosszúlevelű árvalányhaj, de alkotója a piros kígyószisz (Echium maculatum), a ritka ezüstös útifű és a sápadt lednek is. Előfordul még itt tavaszi hérics (Adonis vernalis), törpe mandula (Amygdalus nana), északi fodorka (Asplenium septentrionale), aranyos fodorka (Asplenium trichomanes), tejelő buvákfű (Bupleurum praealtum), sajmeggy (Cerasus mahaleb), réti iszalag (Clematis integrifolia), magyar ebnyelvűfű (Cynoglossum hungaricum), virágos kőris (Fraxinus ornus), Szent László-tárnics (Gentiana cruciata), kornistárnics (Gentiana pneumonanthe), sárga kövirózsa (Sempervivum globiferum subsp. hirtum), magyar lednek (Lathyrus pannonicus), parlagi madármályva (Lavatera thuringiaca), sárga len (Linum flavum), jerikói lonc (Lonicera caprifolium), vesszős füzény (Lythrum virgatum), sziki kocsord (Peucedanum officinale), nagy pacsirtafű (Polygala major), szenegafű (Polygala senega), vagy (Polygala vulgaris), fehér pimpó (Potentilla alba), leánykökörcsin (Pulsatilla grandis), selymes boglárka (Ranunculus illyricus), madárberkenye (Sorbus aucuparia), házi berkenye (Sorbus domestica), pusztai meténg (Vinca herbacea), erdei berkipimpó (Waldsteinia geoides).